# Carbon tax
La carbon tax (in italiano tassa sul carbonio) è una tassa sulle risorse energetiche che emettono diossido di carbonio nell'atmosfera. È un esempio di ecotassa, ed è stata proposta dagli economisti come preferibile in quanto tassa un "male" anziché un "bene". È uno strumento di politica fiscale secondo il quale ogni tonnellata di inquinamento da anidride carbonica rilasciata dai combustibili fossili sarà soggetto ad un'aliquota fissata dal governo.
Dato che è indirizzata contro un comportamento negativo, è classificata come tassa pigouviana, dal nome di Arthur Cecil Pigou che per primo propose una soluzione al problema dei costi pubblici.
La tassa sul carbonio, a causa del legame col riscaldamento globale, è spesso associata ad alcuni tipi di legge amministrate internazionalmente; tuttavia questo non è intrinseco nel principio e politicamente improbabile. L'Unione europea ha discusso una tassa sul carbonio per i suoi stati membri, oltre ad un mercato delle emissioni sul carbonio che è iniziata nel gennaio 2005. Tuttavia i sistemi di mercati delle emissioni non costituiscono una tassa pigouviana in quanto (a) il pagamento per le emissioni non è riscosso da un organo di governo, e (b) il prezzo per unità di emissione non è fissato come nei sistemi di tassazione, ma piuttosto come un prezzo di mercato che fluttua.
(Joseph Stiglitz,)

## Scopi

### Fondamenti teorici
Nella teoria economica, l'inquinamento è considerato un'esternalità negativa, perché ha un effetto negativo su una o più parti non direttamente coinvolte nella transazione. Un'esternalità negativa rappresenta parte del costo sociale di produzione che non è compreso nel costo privato dei produttori.
Come risultato le aziende considererebbero meno costoso inquinare che trovare altri mezzi di produzione perché non tutti i costi di produzione sono stati "internalizzati".
Le esternalità sono la causa del fallimento del mercato poiché ostacolano l'uso efficiente del bene pubblico (risorse ambientali) facendo cadere sulla società il costo ambientale “generato” dall'inquinatore.
Per risolvere questo problema, Pigou propose una tassa sulla merce —, la cui produzione era la causa delle esternalità negative che riflettevano i costi di produzione sulla società, quindi internalizzando tutti i costi legati alla produzione di merci. Una tassa sulle esternalità negative è detta tassa pigouviana.
La tassa sul carbonio è una tassa indiretta — una tassa su una transazione — in opposizione alle tasse dirette, come le entrate fiscali.
Ne deriva che alcuni conservatori americani hanno sostenuto la tassa sul carbonio perché tassa ad un tasso fisso, indipendente dal reddito.

### Propositi politici
Lo scopo di una tassa sul carbonio è sia finanziario (come tutte le tasse) che ambientale. Può essere integrata da tasse sulla benzina e su certi tipi di produzione energetica, come le centrali a carbone.
La tassa sul carbonio rientra nel programma degli strumenti di politica ambientale, ovvero il meccanismo volto a far sì che il soggetto inquinatore osservi le richieste fatte dalle autorità di controllo. Esse si dividono in 3 categorie:
- Strumenti volontari. (es. Emas, Iso 14000)
- Standard regolativi: Sono in genere suddivisibili in 4 tipologie standard di emissione, di processo, di qualità e di prodotto. Pur regolando standard di efficienza i limiti sono legati al fatto che non diversificano le diverse realtà e non costituiscono un incentivo all'attuazione di meccanismi virtuosi.
- Strumenti economici: Rappresentano la modifica dei prezzi di beni e servizi per mezzo di azioni governative che impattano sui costi di produzione e consumo. Si distinguono 2 tipologie di strumenti: gli incentivi/sovvenzioni/sussidi e le tasse, preferite dagli economisti perché sono più eque e riducono le barriere all'entrata favorendo l'elasticità alla domanda. A questa categoria appartiene anche la tassa sul carbonio. Lo scopo di una tassa sul carbonio è quindi sia finanziario che ambientale.

Tipologie speciali di tasse sul carbonio includono:
- tassa sul carbonio ottimale
- tassa sul carbonio sul valore a rischio

### Aspetti ambientali
Le motivazioni a carattere ambientale si basano sull'impatto delle estrazioni metanifere sull'effetto serra, in termini di maggiore riscaldamento globale: è stato stimato che nei primi 20 anni il riscaldamento dell'atmosfera indotto dal metano sia quasi di due ordini di grandezza maggiore di quello prodotto dall'anidride carbonica (83 volte). In particolare, la tecnica della fratturazione idraulica comporta la dispersione in atmosfera di almeno il 15% del gas naturale estratto.

### Propositi economici
Assumendo le esternalità negative associate alla produzione di biossido di carbonio, una tassa pigouviana globale sulle emissioni di anidride carbonica provocherebbe miglioramenti sull'efficienza economica in proporzione al non spreco delle entrate. Tuttavia, non ne segue che un aumento di anidride carbonica ad un livello nazionale o sub nazionale sarebbe un miglioramento.
Per esempio, se gli USA imponessero una tassa sul carbonio, molte industrie ad alto consumo energetico (produzione di energia, produzione di alluminio, industria automobilistica, ecc.) migrerebbero semplicemente in nazioni senza tassa sul carbonio, e molte di queste sarebbero Stati in via di sviluppo che sono drammaticamente meno efficienti dal punto di vista energetico degli USA. Questo provocherebbe semplicemente una sostanziale stagnazione economica degli Stati Uniti senza miglioramenti (con possibilità anche di peggioramenti) nelle emissioni di biossido di carbonio. Molti economisti ritengono che una tassa sul carbonio imposta su una base meno che globale avrebbe tuttalpiù un impatto nullo sulle emissioni inquinanti mondiali e causerebbe semplicemente la stagnazione economica dei Paesi che la imponessero.
Dalla tassa sul carbonio sono esclusi settori già compresi nel Sistema di scambio di quote di emissioni, mentre gli altri settori saranno coinvolti nella logica “chi inquina paga”. I proventi della tassa sul carbonio andranno destinati al sostegno degli investimenti pubblici e privati nella riduzione dell'intensità di Carbonio nell'economia, anche attraverso il potenziamento del “Fondo Rotativo del Protocollo di Kyoto”. Tale meccanismo rappresenterà un valido incentivo per il raggiungimento del Piano 20-20-20, rappresentante l'obiettivo europeo per il post Kyoto. La strategia europea è volta all'affermazione del ruolo trainante del Vecchio Continente in tema di economia ambientale e punta al superamento degli obiettivi standard elevando l'obiettivo al 2020 ad una riduzione di CO2 del 25%, del 40% al 2030, del 60% al 2040 e dell'80% al 2050 rispetto ai livelli del 1990.

### Possibili rischi
La carbon tax presenta due possibili rischi per i paesi che decidono di adottarla: internalizzando il “costo sociale del carbone”, si rischia infatti di creare squilibri nell’economia e di generare importanti resistenze sociali. 
Riguardo all’accettazione sociale, studi condotti dall’OECD dimostrano che tendenzialmente i cittadini accettino di più una tassa molto alta ma implicita che una tassa esplicita.
Per riequilibrare e compensare eventuali distorsioni, occorre una politica trasparente nella gestione della tassazione, in modo da far crescere il consenso sociale, a cui è utile accompagnare una politica di incentivi che spinga ad investire su produzioni ecologicamente rispettose. Per esempio, sull’idea di McKitrick, la Columbia Britannica, provincia del Canada, ha accompagnato l’introduzione di una carbon tax a una riduzione generale del carico fiscale sui cittadini.
Riguardo agli squilibri economici, lo studio dell’OECD contenuto nel OECD Enviromental Outlook to 2050 indica che il rischio nell’introdurre una carbon tax è la manifestazione del fenomeno di carbon leakage, ossia favorire una concorrenza internazionale sleale per cui le industrie decidono di delocalizzare per indirizzare le proprie attività verso paesi con politiche ambientali meno stringenti. In questo modo sia il paese che ha adottato misure ambientali idonee perde di competitività sul mercato, sia aumentano considerevolmente le emissioni del paese che non le ha adottate e verso cui le imprese spostano le loro produzioni. Questo problema si è posto tanto in Europa quanto in USA e si è deciso di agire, estendendo la carbon tax dal solo fattore produttivo lavoro a fattori inquinanti come il settore domestico fino ai beni importati dagli stati che non hanno adottato forme e livelli di tutela ambientale e di disincentivazione dell’uso del carbone. Si pensi per esempio al caso italiano: guardando alle emissioni di CO2, con riguardo al commercio internazionale, si è notato che il gap di CO2 tra domanda e offerta è dovuto alle emissioni incorporate nelle importazioni, che dal 1995 al 2011 hanno visto un incremento del 46%. Per questo motivo, imponendo una tassa sui beni importati da questi paesi, li si spinge a praticare politiche ambientali più vicine agli standard europei, evitando così sin dall’inizio pratiche ed effetti distorsivi. Sommando le entrate di una carbon tax applicata a tutti i settori di attività (imprese e famiglia) e alle importazioni da Stati non europei che non si adeguano agli standard europei, si otterrebbero circa 15 miliardi di euro.

## Imposizione

### Europa
Mercato delle emissioni di carbonio implementato o in programma
     Tassa sul carbonio implementata o in programma
     Mercato delle emissioni di carbonio o tassa sul carbonio in esame

Mercati delle emissioni e tasse sul carbonio nel mondo (2019)
Mercato delle emissioni di carbonio implementato o in programma
Tassa sul carbonio implementata o in programma
Mercato delle emissioni di carbonio o tassa sul carbonio in esame

- La Finlandia è stato il primo Paese al mondo ad introdurla nel 1990. Inizialmente la tassa esentava solo poche industrie e pochi combustibili. Nel 2010 l'aliquota sul carbonio è stata pari a 20 euro per tonnellata di CO2 emessa. L'imposizione tiene conto sia del contenuto energetico delle emissioni che dei conseguenti effetti negativi per la salute.
- Il 1º gennaio 1991, la Svezia ha imposto una tassa sul carbonio di.25 SEK/kg ($100 per tonnellata) sull'uso di petrolio, carbone, gas naturale, ed altri combustibili inquinanti. Gli utenti industriali pagano la metà del tasso (tra il 1993 ed il 1997 il 25% del tasso), ed alcune industrie ad alto consumo come l'orticoltura commerciale, la manifattura e le cartiere furono totalmente esentate da queste nuove tasse. Nel 1997 il tasso fu incrementato a.365 SEK/kg ($150 per tonnellata) di CO2 emesso. Ciò ha permesso di tagliare le emissioni di CO2 del 9% tra il 1990 e il 2006.
- Nei Paesi Bassi è prevista una tassa generale per le emissioni derivanti da tutti i carburanti fossili. Sono esentati i combustibili utilizzati come materie prime. Le aliquote fiscali sono calcolate sia sul contenuto di energia che sugli effetti delle emissioni.
- In Norvegia esiste dal 1991. Tuttavia, a differenza della vicina Svezia, le emissioni di carbonio sono nettamente aumentate.
- In Danimarca emanata nel 1992, la tassa sul carbonio si applica a tutti i settori utilizzatori di energia. Le industrie sono però tassate diversamente a seconda del comparto a cui appartiene, e si riduce se la società ha stipulato un accordo volontario per l'applicazione di misure sull'efficienza energetica. Le emissioni pro capite di CO2 sono diminuite di quasi il 15% nel periodo 1990-2005.
- In Svizzera esiste dal 2008. Il prelievo include tutti i carburanti fossili. Le imprese svizzere possono essere esentate se partecipano al sistema di scambio di quote di emissioni (SSQE).
- In Irlanda una tassa sul petrolio e il gas è entrata in vigore nel 2010. Il prelievo è di 43 euro ogni mille litri di petrolio olio e di 41 euro per la bolletta media annua di gas.
- In Italia la tassa sul carbonio è stata introdotta con l'art. 8 della legge n. 448 del 23 dicembre 1998,[10] secondo le conclusioni del Protocollo di Kyoto svoltasi dall'1 all'11 dicembre 1997. Il 16 aprile 2012, il Consiglio dei ministri ha approvato il disegno di legge sulla delega fiscale, diviso in 3 diversi settori di cui uno dedicato al riordino della tassazione ambientale al fine di promuovere la crescita e l'internalizzazione dei costi ambientali nelle spese di produzione. Tra le intenzioni del Ministero dell'Ambiente vi è quella di destinare il gettito fiscale conseguente l'introduzione della tassa sul carbonio al sistema di finanziamento delle fonti rinnovabili.
  - Molto interessante è non solo l'approccio di ridistribuzione del carico della tassazione per la promozione delle fonti energetiche rinnovabili, ma anche il fatto che questo processo non comporterà un aumento della pressione fiscale in quanto la delega verrà attuata a parità di gettito e porterà ad un riordino della fiscalità al fine di preservare e garantire l'equilibrio ambientale.

#### Direttiva 2003/87/CE del Parlamento europeo e del Consiglio dell'UE
Il 13 ottobre 2003 il Parlamento e il Consiglio europeo emanano la suddetta direttiva che istituisce un sistema per lo scambio di quote di emissioni dei gas a effetto serra nella Comunità e modifica la direttiva 96/61/CE del Consiglio; questa direttiva si pone come fine quello di promuovere la riduzione di dette emissioni secondo criteri di validità in termini di costi e di efficienza economica.
Il Sistema per lo scambio delle quote di emissione dell'UE (ETS UE) si basa su un sistema che prevede l'allocazione di diritti di inquinamento trasferibili prima dell'inizio del periodo di scambio, in quanto gli inquinanti devono disporre del diritto di generare una determinata quantità di emissioni; riguarda tutte le emissioni di biossido di carbonio degli impianti di combustione con una potenza tecnica nominale superiore a 20 MW, raffinerie di oli minerali, forni a coke, impianti di produzione e lavorazione di metalli ferrosi, industria mineraria, produzione di cellulosa e carta.
Il numero di quote da allocare e i relativi destinatari sono stabiliti mediante piani nazionali, in considerazione delle differenze esistenti tra gli impegni presi dagli stati membri nell'ambito del protocollo di Kyoto. Il possesso di quote di emissione conferisce ai gestori il diritto di emettere gas a effetto serra; tali quote possono essere trasferite da una persona all'altra all'interno della Comunità Europea. Entro il 30 aprile di ogni anno, ogni gestore deve restituire un numero di quote pari alle emissioni del suo impianto nel precedente anno civile, con conseguente cancellazione di tali quote. Tale sistema di permessi aveva l'obiettivo di ridurre del 21% rispetto al 2000 le emissioni delle imprese di pubblica utilità del settore elettrico e delle industrie ad elevato consumo energetico.

### Mondo
La Nuova Zelanda nel 2005 propose una tassa sul carbonio, stabilendo un prezzo di emissione di NZ$15 per tonnellata equivalente di CO2. Essa doveva entrare in vigore dall'aprile 2007 e fu applicata ai maggiori settori economici ma concesse un'esenzione per le emissioni di metano da parte dei contadini e previde esenzioni speciali per i grandi consumatori di carbone a patto che adottassero gli standards di emissione previsti dal world's-best-practice. Dopo le elezioni politiche del 2005, i partiti minori che appoggiavano il Governo si opposero alla tassa che fu abbandonata nel dicembre 2005. Il governo sostenne che la tassa non sarebbe servita a ridurre le emissioni.
Negli Stati Uniti d'America, il presidente Bill Clinton propose una BTU tax che non fu mai adottata. Il suo Vice Presidente, Al Gore, ha fortemente sostenuto l'imposizione di una tassa sul carbonio nel suo libro Earth in the Balance, ma questo finì per risultare una debolezza politica per Gore dopo che i suoi avversari repubblicani lo citarono descrivendo l'autore come un "pericoloso fanatico".
Nel 2000 quando Gore concorse alle presidenziali, un commentatore etichettò il proposito di tassa sul carbonio di Gore una soluzione statalista richiamando le politiche del New Deal del padre" Nell'aprile 2005, Paul Anderson, CEO, e Chairman della Duke Energy, reclamarono l'introduzione di una tassa sul carbonio.Duke Energy's CEO Paul Anderson has given a speech touting the notion that the time has come for the U.S. to adopt a mandatory nationwide carbon dioxide tax. Here is the speech in its entirety -- an interesting look at one CEO's search for answers to the climate problem.
L'India nel 2010 ha introdotto un prelievo sulle estrazioni di carbone. Il governo prevede di incassare 535 milioni di dollari dalla tassa, destinati a finanziare programmi di carattere sociale.
Il governo della Costa Rica, nel 1997, ha emanato una tassa sull'inquinamento, fissata al 3,5% del valore di mercato dei combustibili fossili. I proventi conseguiti vanno in un fondo nazionale che tutela le foreste e le comunità indigene che vi abitano.
Nel 2019 uno studio di Don Fullerton ha stimato l'impatto economico sulle economie mondiali di una carbon tax globale di 42 $/tonnellata di CO2, confrontando il PIL pro-capite con i pound di anidride carbonica emessi per chilowattora di energia prodotto. La conclusione è stata che sarebbero penalizzate le economie di:
- Russia, che consuma per la produzione interna ed esporta fonti non rinnovabili;
- Cina e India, che derivano il 70% della loro energia dal carbone,
- Medio Oriente, Russia, Kazakistan, Azerbaigian#Economia, Norvegia, Bolivia, Nigeria: Paesi esportatori di combustibili fossili, per i quali è alta la quota di PIL derivante dal commercio di queste fonti energetiche.

Sarebbe invece avvantaggiata la competitività del Brasile, fortemente basato sull'idroelettrico (e la biomassa).